# نذیر سلوم المسکری
نذیر سلوم المسکری (عربی: نذير سلوم المسكري؛ زادهٔ ۹ اوت ۱۹۹۲) بازیکن فوتبال اهل عمان است.
از باشگاه‌هایی که در آن بازی کرده‌است می‌توان به باشگاه ورزشی فنجاء و باشگاه فوتبال النهده عمان اشاره کرد.
وی همچنین در تیم‌های ملی فوتبال زیر ۲۳ سال عمان و عمان بازی کرده‌است.